# Giuseppe Luraghi
Giuseppe Eugenio Luraghi, född 12 juni 1905 i Milano, död 11 december 1991 i samma stad, var en italiensk ingenjör, företagsledare och författare, mest känd som chef för Alfa Romeo under 1960-talet.
Luraghi studerade ekonomi och handel vid Università Commerciale Luigi Bocconi. Han arbetade för däcktillverkaren Pirelli mellan 1930 och 1950. Därifrån gick han till Istituto per la Ricostruzione Industriale (IRI). 1951 blev han direktör för Finmeccanica, den tekniska grenen av IRI. Mellan 1960 och 1973 var han verkställande direktör för Alfa Romeo.
Luraghi började skriva romaner på 1940-talet. Mellan 1977 och 1983 var han styrelseordförande för bokförlaget Mondadori.